# نموذج القطاعات الثلاث

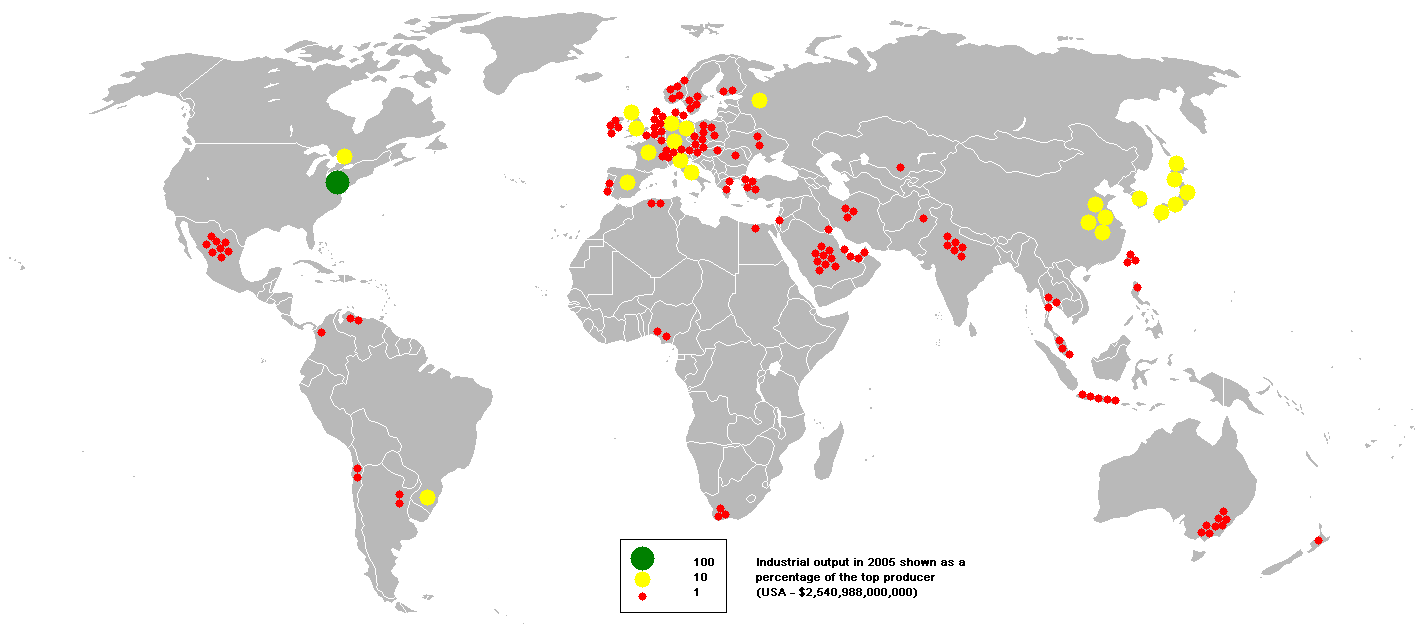
الناتج الصناعي في عام 2005

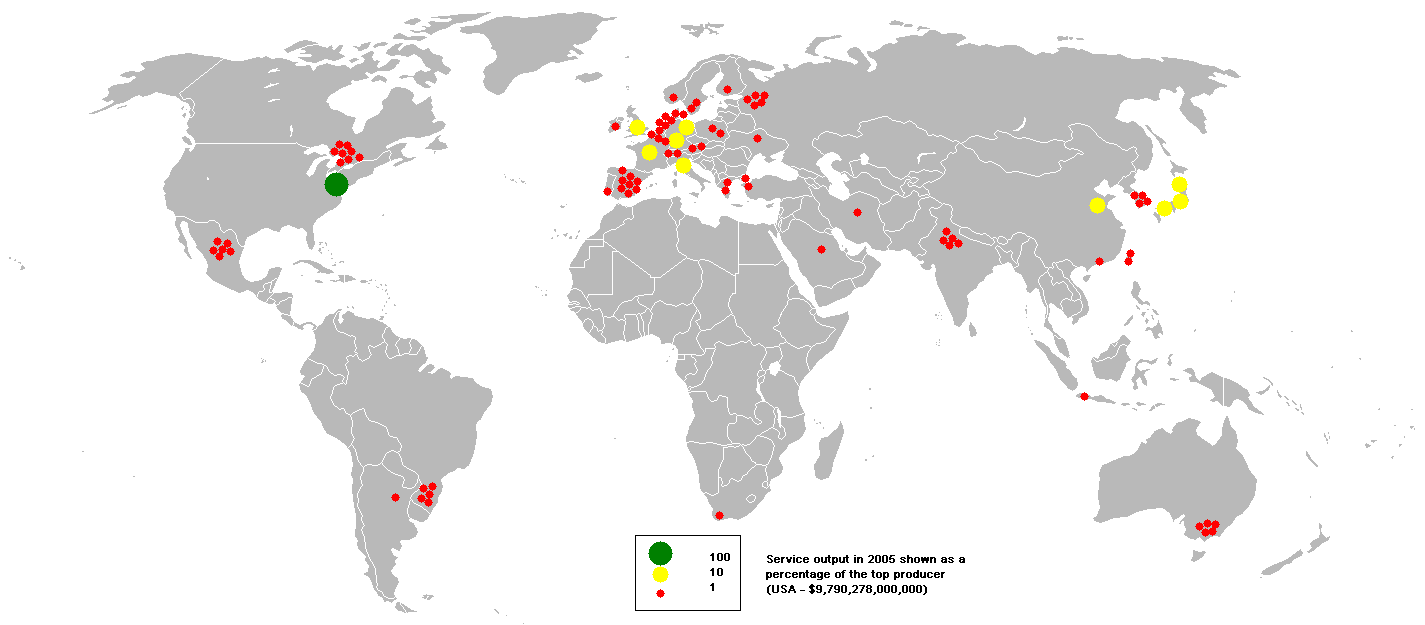
تقديم الخدمة في عام 2005

نموذج القطاعات الثلاثة في الاقتصاد يقسم الاقتصاديات إلى ثلاثة قطاعات للنشاط: استخراج المواد الخام (الأولية)، الصناعة (الثانوي)، والخدمات (الثالث). تم تطويره من قبل ألان فيشر، كولين كلارك وجان فورستي.
وفقًا للنموذج، ينتقل التركيز الرئيسي لنشاط الاقتصاد من المرحلة الابتدائية إلى المرحلة الثانوية وأخيراً إلى القطاع الثالث. رأي Four a s t i e العملية إيجابية بشكل أساسي، وفي كتاب الأمل الكبير في القرن العشرين ، كتب عن الزيادة في نوعية الحياة، والضمان الاجتماعي، وازدهار التعليم والثقافة، ومستوى أعلى من المؤهلات، وإضفاء الطابع الإنساني على العمل، وتجنب البطالة.
البلدان ذات الدخل الفردي المنخفض في مرحلة مبكرة من التنمية؛ يتم تحقيق الجزء الرئيسي من دخلهم القومي من خلال الإنتاج في القطاع الأولي. البلدان في حالة تطور أكثر تقدما، مع دخل وطني متوسط، تولد دخلها في الغالب في القطاع الثانوي. في البلدان المتقدمة للغاية ذات الدخل المرتفع، يسيطر القطاع الثالث على إجمالي الناتج الاقتصادي.eyh?laa

## التحول الهيكلي وفقا ل Four a s t i e

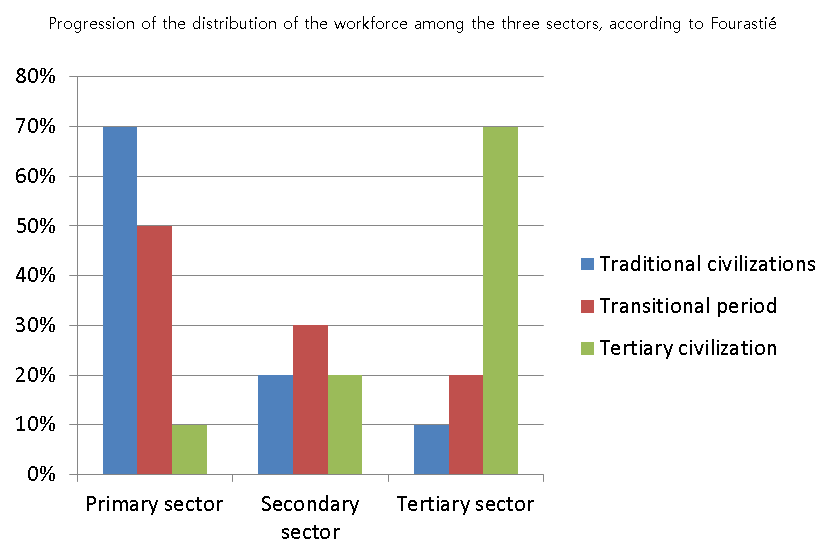
ثلاثة قطاعات وفقا ل Four a s t i e

نموذج قطاع كلارك

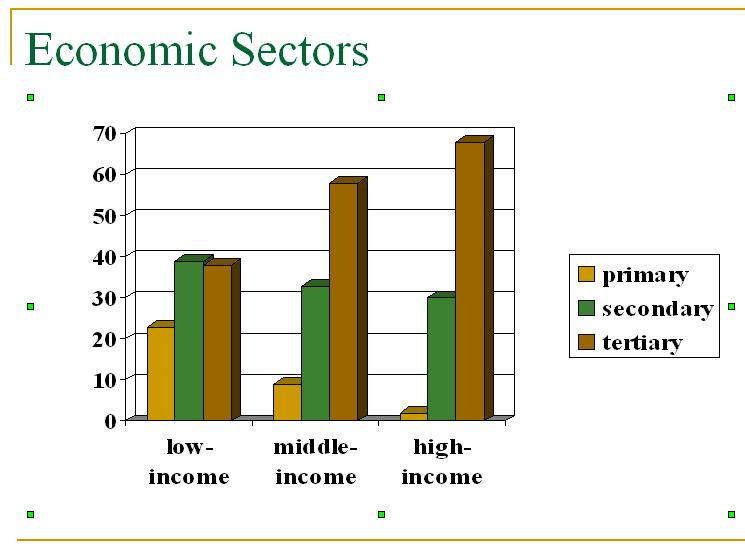
يوضح هذا الرقم النسب المئوية لاقتصاد بلد يتكون من قطاع مختلف. يوضح الشكل أن البلدان ذات المستويات الأعلى من التنمية الاجتماعية والاقتصادية تميل إلى أن يكون لديها اقتصاد أقل يتكون من القطاعين الابتدائي والثانوي والمزيد من التركيز في قطاعات التعليم العالي. أقل البلدان نموا تظهر نمط معكوس.

يتقدم توزيع القوى العاملة بين القطاعات الثلاثة عبر مراحل مختلفة على النحو التالي، وفقاً لفورستي:

### المرحلة الأولى: الحضارات التقليدية
حصص القوى العاملة:
- القطاع الأولي: 64.5٪
- القطاع الثانوي: 20٪
- القطاع الثالث: 15.5٪

تمثل هذه المرحلة مجتمعًا غير متطور علمياً بعد، مع استخدام ضئيل للآلات. تتطابق حالة التنمية مع حالة البلدان الأوروبية في أوائل العصور الوسطى، أو حالة أي بلد نام حديث [بحاجة لمصدر] .

### المرحلة الثانية: الفترة الانتقالية
حصص القوى العاملة:
- القطاع الأولي: 40٪
- القطاع الثانوي: 40٪
- القطاع الثالث: 20٪

يتم نشر المزيد من الآلات في القطاع الأولي، مما يقلل من عدد العمال المطلوبين. نتيجة لذلك، يزداد الطلب على إنتاج الآلات في القطاع الثانوي. تبدأ الطريقة أو المرحلة الانتقالية بحدث يمكن تعريفه بالتصنيع: ميكنة بعيدة المدى (وبالتالي أتمتة) للتصنيع، مثل استخدام سيور النقل.
يبدأ القطاع الثالث بالتطور، وكذلك تطور القطاع المالي وقوة الدولة.

### المرحلة الثالثة: الحضارة الثلاثية
حصص القوى العاملة:
- القطاع الأولي: 10٪
- القطاع الثانوي: 20٪
- القطاع الثالث: 70٪

تهيمن الأتمتة بشكل متزايد على القطاعات الأولية والثانوية، وينخفض الطلب على أعداد القوى العاملة في هذه القطاعات. يتم استبداله بالمتطلبات المتزايدة لقطاع التعليم العالي. الوضع الآن يتوافق مع المجتمعات الصناعية الحديثة ومجتمع المستقبل أو الخدمة أو مجتمع ما بعد الصناعة. اليوم، نما القطاع الثالث إلى درجة هائلة لدرجة أنه ينقسم أحيانًا إلى قطاع رباعي قائم على المعلومات، وحتى قطاع رباعي قائم على الخدمات البشرية.

## امتدادات لنموذج القطاع الثلاثة

### القطاع الرباعي
يتألف القطاع الرباعي من الأنشطة الفكرية والأنشطة القائمة على المعرفة والتي تهدف إلى النمو والتنمية في المستقبل. تشمل الأنشطة البحث العلمي والتعليم والاستشارات وإدارة المعلومات والتخطيط المالي.

### القطاع الخامس
الأنشطة الثنائية هي الخدمات التي تركز على إنشاء وإعادة ترتيب وتفسير الأفكار الجديدة والحالية؛ تفسير البيانات واستخدام وتقييم التكنولوجيات الجديدة. وغالبًا ما يشار إليهم بمهن «ذوي الياقات الذهبية»، فهم يمثلون قسمًا آخر من قطاعات التعليم العالي يمثلون مهارات خاصة وذات أجور عالية لكبار رجال الأعمال والمسؤولين الحكوميين وعلماء الأبحاث والمستشارين الماليين والقانونيين، إلخ. أهميتها في هيكل الاقتصادات المتقدمة تفوق بكثير أعدادهم. أعلى مستوى من صانعي القرار أو صانعي السياسات أداء الأنشطة المزدوجة.
غالبًا ما يُعتبر هذا القطاع امتدادًا للقطاع الرباعي ويشير إلى اتخاذ القرارات وعلى أعلى مستويات المجتمع. هذه القرارات لها تأثير كبير على المجتمع والظروف الاقتصادية العامة للبلد. تشمل الأنشطة في هذا القطاع القرارات المتخذة على المستوى الحكومي، وعمليات الإدارة العليا في الشركات الكبرى والجامعات، فضلاً عن الأنشطة الثقافية ووسائل الإعلام.
غريبة = المهن طوق الذهب.